# Medalla de Honor del Congreso de la República del Perú
La Medalla de Honor del Congreso de la República del Perú es una condecoración establecida y otorgada por el Congreso peruano.

## Historia
La Medalla de Honor del Congreso de la República del Perú fue establecida por Decreto del 8 de julio de 1964. Hay 5 niveles, de mayor a menor: Gran Cruz, Gran Oficial, Comendador, Oficial y Caballero. Entre ellos, la Gran Cruz se otorga a los jefes de Estado, soberanos, miembros de familias reales, obispos, ministros de relaciones exteriores, embajadores y otras autoridades.
Los expresidentes del Congreso y del Consejo de la Medalla reciben la Gran Cruz luego de culminada su gestión en la presidencia.

### Consejo de la Medalla
De acuerdo con la Ley 26740, La Medalla de Honor del Congreso se concede por resolución del Consejo, a propuesta del Presidente del Congreso.
El Consejo es presidido por el presidente del Congreso e integrado por los miembros de la Mesa Directiva, dos miembros de los grupos parlamentarios de mayor representatividad y el presidente de la Comisión de Relaciones Exteriores. En la actualidad, el Consejo de la Medalla está compuesto por:
- Eduardo Salhuana Cavides, presidente del Congreso.
- Patricia Juárez Gallegos, primera vicepresidenta del Congreso.
- Waldemar Cerrón Rojas, segundo vicepresidente del Congreso.
- Alejandro Cavero Alva, tercera vicepresidenta del Congreso.
- Arturo Alegría García, portavoz del Grupo Parlamentario Fuerza Popular.
- Alejandro Soto Reyes, portavoz del Grupo Parlamentario Alianza Para el Progreso
- Auristela Obando Morgan, presidenta de la Comisión de Relaciones Exteriores

## Grados
1. Gran Cruz
2. Gran Oficial
3. Comendador
4. Oficial
5. Caballero

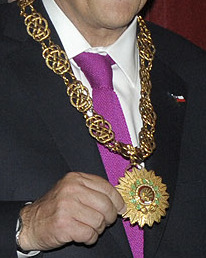
Gran Cruz
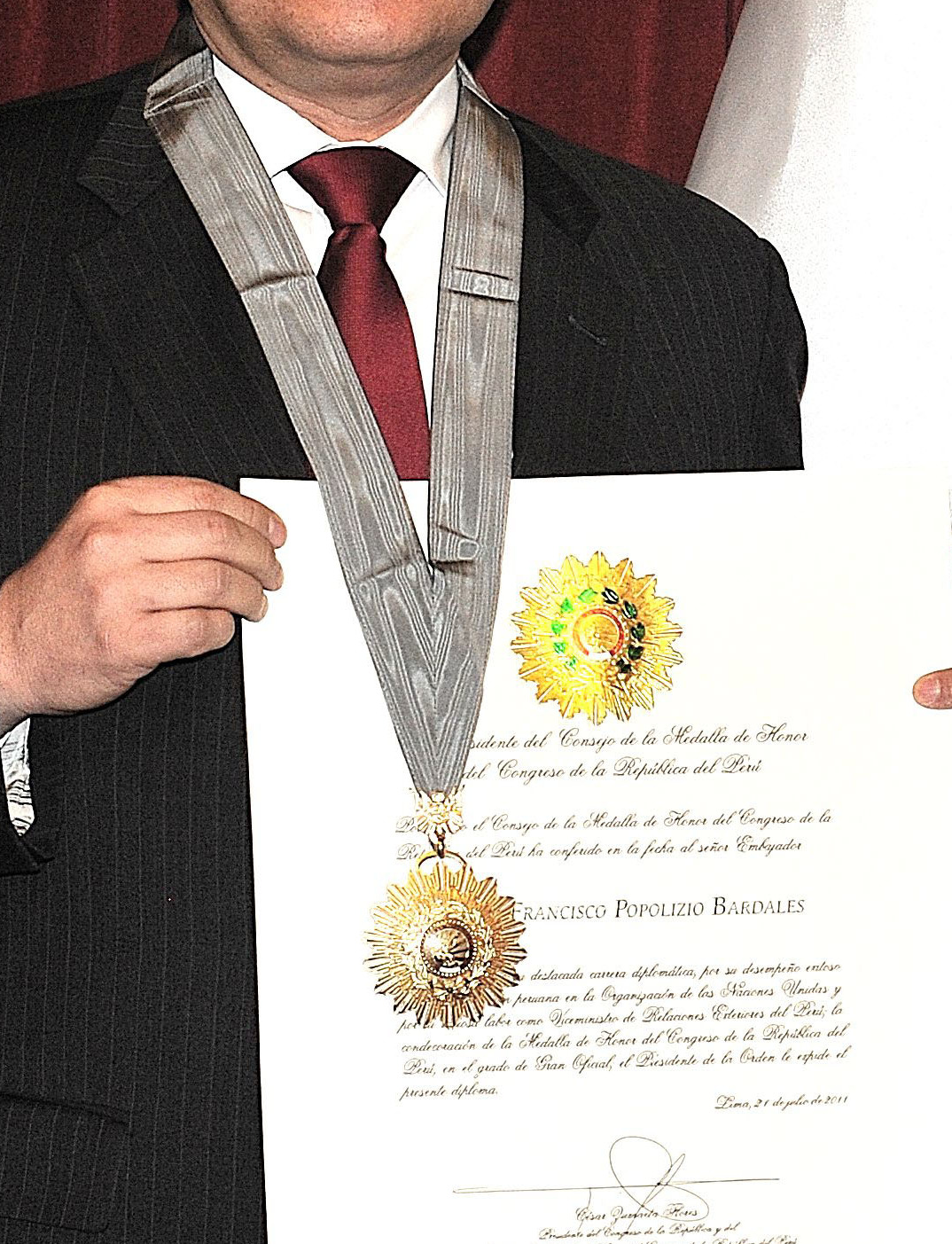
Oficial
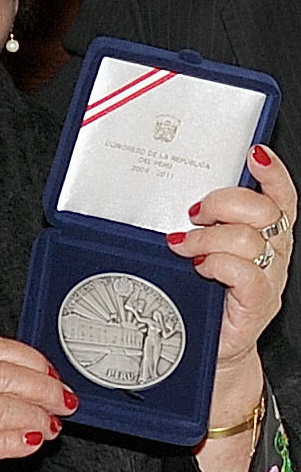
Caballero

## Condecorados
Grandes Cruces
- Gutenberg Martínez Ocamica (Presidente de la Cámara de Diputados de Chile, marzo de 1998)
- Martha Chávez (expresidenta del Congreso, 2000)
- Manuel Masías Oyanguren (Tercer Vicepresidente del Congreso)
- Valentín Paniagua (Presidente de la República y del Congreso, junio de 2001)
- Universidad Nacional Mayor de San Marcos (julio de 2001)
- Mario Vargas Llosa (enero de 2003)
- Carlos Ferrero Costa (expresidente del Congreso, 2003)
- Luis Bedoya Reyes (febrero de 2004)
- Héctor Cornejo Chávez (julio de 2004)
- Salomón Lerner Febres (Presidente de la CVR, julio de 2004)
- Álvaro Uribe Vélez (Presidente de Colombia, octubre de 2004)
- Hernán Larraín (Presidente del Senado de Chile, noviembre de 2004)
- Henry Pease (expresidente del Congreso, noviembre de 2004)
- Luis Humberto Gómez Gallo (Presidente de Colombia, abril de 2005)
- Romualdo Biaggi Rodríguez (expresidente del Senado y del Congreso, julio de 2005)
- Ántero Flores-Aráoz (expresidente del Congreso, diciembre de 2005)
- Marcial Ayaipoma (expresidente del Congreso, julio de 2007)
- Evo Morales (Presidente de Bolivia, agosto de 2007)
- Mercedes Cabanillas (expresidenta del Congreso, junio de 2008)
- László Sólyom (Presidente de Hungría, setiembre de 2008)
- Juan Carlos I de España (Rey de España, octubre de 2008)
- Hu Jintao (Presidente de China, octubre de 2008)
- Dmitri Medvédev (Presidente de Rusia, noviembre de 2008)
- José María Aznar (expresidente del Gobierno Español, marzo de 2009)
- Luis Gonzales Posada (expresidente del Congreso, julio de 2009)
- Luis Giampietri (abril de 2009)
- Javier Alva Orlandini (expresidente del Senado del Perú, octubre de 2009)
- Sandro Mariátegui Chiappe (expresidente del Senado del Perú, octubre de 2009)
- Elías Mendoza Habersperger (expresidente de la Cámara de Diputados de Perú, octubre de 2009)
- Cristina Fernández de Kirchner (Presidenta de Argentina, marzo de 2010)
- Rafael Correa (Presidente de Ecuador, junio de 2010)
- Fernando Lugo Méndez (Presidente de Paraguay, julio de 2010)
- Javier Velásquez Quesquén (expresidente del Congreso, julio de 2010)
- Ricardo Martinelli Berrocal (Presidente de Panamá, agosto de 2010)
- Sebastián Piñera Echenique (Presidente de Chile, noviembre de 2010)
- José Mujica (Presidente de Uruguay, enero de 2011)[2]
- Mohamed Cheikh Biadillah (presidente de la Cámara de Consejeros de Marruecos, febrero de 2011)
- José Antonio García Belaunde (Ministro de Relaciones Exteriores, junio de 2011)
- Lourdes Flores Nano (excongresista, julio de 2011)
- Luis Castañeda Lossio (exalcalde de Lima, julio de 2011)
- Roberto Abugattás Aboid (atleta, diciembre de 2011)
- César Zumaeta (expresidente del Congreso, noviembre de 2013)
- Zhang Dejiang (presidente del Comité Permanente de la Asamblea Popular Nacional de China, noviembre de 2014)
- Ban Ki-moon (Secretario General de las Naciones Unidas, diciembre de 2014)[3]
- Joachim Gauck (presidente de Alemania, marzo de 2015)
- Park Geun-hye (presidenta de Corea del Sur, abril de 2015)
- Daniel Abugattás (expresidente del Congreso, mayo de 2015)
- Fredy Otárola (expresidente del Congreso, mayo de 2016)
- Allan Wagner, embajador (junio de 2016)
- Manuel Rodríguez Cuadros, embajador (junio de 2016)
- Eduardo Ferrero Costa, embajador (junio de 2016)
- Luis Iberico Núñez (expresidente del Congreso, setiembre de 2016)
- Xi Jinping (Presidente de la República Popular China, noviembre de 2016)[4]
- Juan Luis Cipriani (Arzobispo de la Arquidiócesis de Lima, mayo de 2018)[5]
- Luz Salgado (expresidenta del Congreso, julio de 2018)
- Felipe VI de España (Rey de España, noviembre de 2018)[6]
- Iván Duque Márquez (Presidente de Colombia, mayo de 2019)[7]
- Luis Galarreta (expresidente del Congreso, julio de 2022)
- Pedro Olaechea (expresidente del Congreso, julio de 2022)
- Manuel Merino (expresidente del Congreso, julio de 2022)
- Maricarmen Alva (expresidenta del Congreso, junio de 2023)
- Lady Camones (expresidenta del Congreso, julio de 2023)
- Alejandro Soto Reyes (expresidente del Congreso, setiembre de 2024)
- Hassanal Bolkiah (Sultan de Brunei Darussalam, noviembre de 2024)
- Lương Cường (Presidente de la República Socialista de Vietnam, noviembre de 2024)
- José Williams Zapata (expresidente del Congreso, diciembre de 2024) [8]
- Edmundo González, (presidente electo de Venezuela, enero de 2025)

Gran Oficial
- Beatriz Alva Hart (miembro de la CVR, julio de 2004)
- Rolando Ames Cobián (miembro de la CVR, julio de 2004)
- José Antúnez de Mayolo (julio de 2004)
- Enrique Bernales Ballesteros (julio de 2004)
- Humberto Lay (julio de 2004)
- Alberto Morote Sánchez (julio de 2004)
- Luis Arias Grazziani (miembro de la CVR, julio de 2004)
- Carlos Tapia García (miembro de la CVR, julio de 2004)
- Carlos Iván Degregori Caso (miembro de la CVR, julio de 2004)
- Sofía Macher Batanero (miembro de la CVR, julio de 2004)
- Fernando de Szyszlo (julio de 2005)
- Edgar Valcárcel (julio de 2005)
- Walter Albán (Defensor del Pueblo interino, noviembre de 2005)
- Francisco Miró Quesada Cantuarias (diciembre de 2008)
- Kina Malpartida Dyson (marzo de 2009)
- Ana Botella (marzo de 2009)
- María Rostworowski (abril de 2009)
- Luis Jaime Cisneros (octubre de 2009)
- Enrique Iturriaga (mayo de 2010)
- Carlos Germán Belli (poeta, julio de 2010)
- Carlos Vallejos Sologuren (exministro de Salud, junio de 2011)
- Francisco Miró Quesada Rada (director del diario El Comercio, junio de 2011)
- Enrique Zileri (director de la revista Caretas, junio de 2011)
- Luis Manuel Agois Banchero (director periodístico, junio de 2011)
- Eduardo Añaños Pérez (empresario, junio de 2011)
- Néstor Popolizio Bardales (julio de 2011)
- Ricardo Nugent (magistrado, julio de 2011)
- Alexander Grohman Tversqui (julio de 2022)
- Julio Velarde Flores (julio de 2022)
- Federico Kauffmann Doig (julio de 2022)
- Víctor Raúl Cánepa Llanos (julio de 2022)

Oficiales
- Orquesta Sinfónica Nacional del Perú (diciembre de 2018)[9]
- Juan Diego Flórez (tenor peruano)
- Augusto Polo Campos (compositor peruano)